# Suera Alta
Suera Alta és un poble abandonat ubicat al terme municipal de Suera, a la comarca de la Plana Baixa. Es troba dins del Parc Natural de la Serra d'Espadà.

## Història
Juntament amb Suera Baixa, que es correspon amb l'actual Suera, i el també despoblat de Castro, va ser un dels llogarets musulmans que es formaren durant l'època sarraïna a la vall de Suera sota l'empara del castell de Maús. En aquella època, com apunta Òscar Pérez, el seu nom era el de Suleima, tot i que altres fonts, com ara Escolano, l'anomenen Benisuleima, en referència al fet que els seus pobladors descendien d'un cabdill islàmic anomenat Suleiman (Salomó).
Expulsats els moriscos el 1609 del Regne de València, el lloc fou repoblat amb cristians. Cap al 1850, Madoz va descriure la població i comptà 45 habitants, repartits entre 14 caps de família.

## Equipaments i comunicacions
Suera Alta va tindre la seua pròpia església, sota l'advocació de sant Bartomeu, de la qual hui dia no queda absolutament res. També, tal com recullen Grau i Romero a la seua edició de la visita senyorial a l'Estat de Sogorb de 1765, va comptar amb un molí fariner, que per aquelles dates estava subarrendat a Teresa Aguilar. A mitjan segle xix encara estava en funcionament, segons Madoz.
La principal via de comunicació del poble va ser el camí de Castro, que la unia amb el cap municipal i amb la font de Castro. També des de Suera Alta eixia una senda en direcció al castell de Maús.